# Eksta socken
Eksta socken ingick i Gotlands södra härad, ingår sedan 1971 i Gotlands kommun och motsvarar från 2016 Eksta distrikt.
Socknens areal är 46,21 kvadratkilometer allt land. År 2020 fanns här 256 invånare. Sockenkyrkan Eksta kyrka ligger i socknen. 

## Administrativ historik
Eksta socken har medeltida ursprung. Socknen tillhörde Hablinge ting som i sin tur ingick i Hoburgs setting i Sudertredingen.
Vid kommunreformen 1862 övergick socknens ansvar för de kyrkliga frågorna till Eksta församling och för de borgerliga frågorna bildades Eksta landskommun. Landskommunen inkorporerades 1952 i Klintehamns landskommun och ingår sedan 1971 i Gotlands kommun.
1 januari 2016 inrättades distriktet Eksta, med samma omfattning som församlingen hade 1999/2000. 
Socknen har tillhört samma fögderier och domsagor som Gotlands södra härad. De indelta båtsmännen tillhörde Gotlands andra båtsmanskompani.

## Geografi
Eksta socken ligger vid Gotlands västkust och omfattar förutom fastland även Stora och Lilla Karlsö. Socknens fastlandsdel är slättbygd med viss skog i väster.

### Gårdsnamn
Ajvide, Bjärges, Bopparve, Burge, Bäne, Dinse, Fintser, Grymlings, Hajstäde, Hägur, Jacobs, Kvie, Käbbe, Källings, Lillegårds, Lädarve, Mellings Lilla, Mellings Stora, Prästgården, Rondarve, Sandholme, Siger, Stjärnarve (Stenarve), Tomsarve, Uggårds.

### Ortnamn
Ahlström Torp, Antontorp, Lilla Karlsö, Stora Karlsö.

## Fornlämningar
Från stenåldern finns boplatser på både fastlandet Ajvide och Stora Karlsö, kända är de i grottan Stora Förvar. Från bronsåldern finns  gravrösen och skeppssättningar. Från järnåldern finns gravfält, stensättningar, stensträngar och sliprännestenar. Tre runristningar är kända.

## Namnet
Namnet (1300-talet Eüxsta) kommer från en gård med namnet Este. Detta namn kan i sin tur komma av ett vattendragsnamn Aist 'hastigt rinnande' och kan syfta på en å invid gården.

## Befolkningsutveckling
| Befolkningsutvecklingen i Eksta socken 1750–2020 | Befolkningsutvecklingen i Eksta socken 1750–2020 | Befolkningsutvecklingen i Eksta socken 1750–2020 | Befolkningsutvecklingen i Eksta socken 1750–2020 | Befolkningsutvecklingen i Eksta socken 1750–2020 |
| --- | ------------------------------------------------ | ------------------------------------------------ | ------------------------------------------------ | ------------------------------------------------ |
| |                                                  |                                                  |                                                  |                                                  |
| År |                                                  |                                                  | Folkmängd                                        |                                                  |
| 1750 | 1750                                             |                                                  | 396                                              |                                                  |
| 1760 | 1760                                             |                                                  | 439                                              |                                                  |
| 1769 | 1769                                             |                                                  | 427                                              |                                                  |
| 1780 | 1780                                             |                                                  | 455                                              |                                                  |
| 1790 | 1790                                             |                                                  | 459                                              |                                                  |
| 1800 | 1800                                             |                                                  | 494                                              |                                                  |
| 1810 | 1810                                             |                                                  | 488                                              |                                                  |
| 1820 | 1820                                             |                                                  | 561                                              |                                                  |
| 1830 | 1830                                             |                                                  | 567                                              |                                                  |
| 1840 | 1840                                             |                                                  | 615                                              |                                                  |
| 1850 | 1850                                             |                                                  | 643                                              |                                                  |
| 1860 | 1860                                             |                                                  | 630                                              |                                                  |
| 1870 | 1870                                             |                                                  | 663                                              |                                                  |
| 1880 | 1880                                             |                                                  | 646                                              |                                                  |
| 1890 | 1890                                             |                                                  | 611                                              |                                                  |
| 1900 | 1900                                             |                                                  | 592                                              |                                                  |
| 1910 | 1910                                             |                                                  | 591                                              |                                                  |
| 1920 | 1920                                             |                                                  | 587                                              |                                                  |
| 1930 | 1930                                             |                                                  | 609                                              |                                                  |
| 1940 | 1940                                             |                                                  | 552                                              |                                                  |
| 1950 | 1950                                             |                                                  | 532                                              |                                                  |
| 1960 | 1960                                             |                                                  | 455                                              |                                                  |
| 1970 | 1970                                             |                                                  | 356                                              |                                                  |
| 1980 | 1980                                             |                                                  | 329                                              |                                                  |
| 1990 | 1990                                             |                                                  | 302                                              |                                                  |
| 2000 | 2000                                             |                                                  | 310                                              |                                                  |
| 2010 | 2010                                             |                                                  | 287                                              |                                                  |
| 2020 | 2020                                             |                                                  | 256                                              |                                                  |
| Anm: Källor: Umeå universitet - Tabellverket 1749-1859, Demografiska databasen, CEDAR, Umeå universitet, Befolkningsutvecklingen i Gotlands socknar 2000 - 2010, Befolkning per församling, Folkmängden per distrikt, landskap, landsdel eller riket efter kön. År 2015 - 2022. |                                                  |                                                  |                                                  |                                                  |

### Fotnoter
1. 1 2  Svensk Uppslagsbok andra upplagan 1947–1955: Eksta socken
2. ↑  ”Folkmängden per distrikt, landskap, landsdel eller riket efter kön. År 2015 - 2022”. Statistikdatabasen. Statistiska centralbyrån. http://www.statistikdatabasen.scb.se/pxweb/sv/ssd/START__BE__BE0101__BE0101A/FolkmangdDistrikt/. Läst 23 april 2023.
3. ↑  Harlén, Hans; Harlén Eivy (2003). Sverige från A till Ö: geografisk-historisk uppslagsbok. Stockholm: Kommentus. Libris 9337075. ISBN 91-7345-139-8
4. ↑  Administrativ historik för Eksta socken (Klicka på församlingsposten). Källa: Nationella arkivdatabasen, Riksarkivet.
5. ↑  Om Gotlands båtsmanskompani
6. 1 2  Sjögren, Otto (1931). Sverige geografisk beskrivning del 2 Östergötlands, Jönköpings, Kronobergs, Kalmar och Gotlands län. Stockholm: Wahlström & Widstrand. Libris 9939
7. 1 2 3  Nationalencyklopedin
8. ↑  Förteckning över slipskåror
9. ↑  Fornlämningar, Statens historiska museum: Eksta socken
10. ↑  Fornminnesregistret, Riksantikvarieämbetet: Eksta socken Fornminnen i socknen erhålls på kartan genom att skriva in sockennamn (utan "socken") i "Ange geografiskt område"
11. ↑  Mats Wahlberg, red (2003). Svenskt ortnamnslexikon. Uppsala: Institutet för språk och folkminnen. Libris 8998039. ISBN 91-7229-020-X. https://isof.diva-portal.org/smash/get/diva2:1175717/FULLTEXT02.pdf